# MuMATH
muMATH est un système de calcul formel développé à la fin des années 1970 et au début des années 1980 par Albert Rich et David Stoutemyer. muMATH est le premier système de calcul formel écrit pour les micro-ordinateurs. Le préfixe mu vient de la lettre grecque μ, symbole du préfixe micro. En effet, muMATH était conçu pour fonctionner sur des ordinateurs aux ressources limitées, contrairement à Macsyma, un autre système de calcul formel, courant à l'époque, et qui demandait du matériel plus imposant.
Il est écrit en muSIMP (signifiant micro Symbolic IMPlementation), un langage de programmation basé sur un dialecte de Lisp appelé muLISP. Il est disponible sur les systèmes d'exploitation CP/M et TRSDOS (à partir de muMATH-79), Apple II (à partir de muMATH-80) et MS-DOS (pour muMATH-83, la dernière version).
Stoutemyer et Rich sont les cofondateurs le 1er janvier 1979 de The Soft Warehouse qui commercialise muMATH. L'entreprise est basée à Honolulu dans l'État de Hawaï aux États-Unis. Elle est renommée Soft Warehouse, Inc. le 5 février 1985. À partir de 1988, Soft Warehouse Inc. a financé le développement du système de calcul formel Derive qui devait remplacer muMATH. L'entreprise a été achetée par Texas Instruments en 1999.